# 울산YWCA

## 소개
1982년 3월 27일 ‘울산YWCA 창설 주비(籌備) 위원회를 구성하여 초대회장인 성주향 회장이 위원장 역을 수행하였다. 그해 6월 8일 창립총회를 개최하며 울산YWCA가 설립되었다. 현재 울산YWCA는 2021년 8월 사단법인으로 변경하여 (사)울산YWCA로서 생명과 정의를 운동의 기조를 삼아 100년을 향해 나아가고 있다.
- YWCA Young Women’s Christian Association

- 슬로건 여성과 함께 변화를 향해

- 울산YWCA 목적문 울산YWCA는 여성이 주체가 되어 정의·평화·생명운동을 전개하여 차별과 폭력이 없는 성평등한 사회, 인권이 존중되는 복지사회, 지속가능한 환경과 평화가 보장되는 사회, 미래세대의 주역인 청(소)년을 세워나가는 사회를 건설함을 목적으로 한다.

## 연혁
1982.06 울산YWCA 창립
1982.06 울산YWCA여성합창단 창단
1984.01 YWCA유아원 개원
1984.07 무료직업 안내소 개소
1985.09 탁아소 개소
1987.01 소비자고발센터 개소
1993.07 고령자인재은행 개소
1994.02 중구 청소년수련실 수탁
1995.03 경남 동부 청소년상담실 개소
1997.11 청소년유해환경감시단 발대식
1998.04 소비자 단체물가감시단 발대식
1998.07 울산YWCA 북구문화교실 개소
1998.12 어린이 환경지기단 발대식
1999.01 울산광역시청소년종합상담실 명칭번경 (기존 경남동부청소년상담실)
1999.01 YWCA 아나바다 나눔터 개소
2000.02 중구청소년문화의집 개관 (2000-2020)
2000.07 의약분업 불편신고 센터 개설
2001.02 친환경 농축산물직판장 개소
2001.11 울산광역시여성회관 수탁
2002.07 청소년인권센터 개소
2002.07 성매매방지 운동본부 개소
2004.07 성매매현장상담센터 개소
2006.02 울산YWCA 씨밀레 개소 (성매매피해여성 일반지원시설)
2007.05 울산성매매피해상담소 명칭변경 (기존 성매매현장상담센터)
2007.05 사회적일자리창출 사업 뉴프라임 오케스트라 창단
2007.07 여성 결혼이민자에게 희망일터를 제공하는 행복찾기 Work Center 운영
2008.01 울산광역시자원봉사센터 수탁 (2008-2014)
2009.05 하나로YWCA문화센터 수탁 (2009-2016)
2009.09 다문화사랑 커피사랑 레인보우카페 개소
2012.08 울산광역시청소년상담복지센터 명칭변경 (기존 청소년종합상담실)
2015.03 고용노동부 취업성공패키지 운영
2015.04 학업중단예방센터 운영 (2015-2021)
2017.01 중구다문화가족지원센터 수탁 (2017-2019)
2017.01 성남청소년문화의집 수탁 (2017-2020)
2021.01 고용노동부 국민취업지원제도 운영
2021.04 고용노동부 국민취업지원제도 청년특정계층 수탁
2021.08 사단법인울산YWCA 창립총회
2023.12 울산성착취피해아동∙청소년지원센터 수탁
더보기

## 주요활동
여성의 목소리를 높이다
울산YWCA는 사회 변화의 주축은 여성이 되어야 한다는 생각으로 소비자, 환경, 다문화, 소외계층 등 여성단체, 기독교단체로서 사회에서 억눌리고 소외된 사람을 위해 운동을 펼쳐야 함을 강조하며 회원 운동체로서 혼자 일을 개척하고 추진하는 것이 아닌 여러 사람들이 모여 민주적으로 뜻을 모으고 추진하는 기관으로서 역할한다.
여성 주축의 캠페인

###### 1. 소비자운동
[대표사례-1] 아나바다 운동
바른삶실천운동으로 출발한 아나바다 운동은 1990년대 한국YWCA에서 최초로 시작하여 대표 운동으로서 자리매김하였다. 경제변화에 대한 이해를 토대로 건전한 경제관과 소비관을 갖도록 소비자 운동과 직업개발을 통해 국민 위주의 한국 경제가 되도록 한다는 취지를 갖고 출발하였다. 울산YWCA도 이에 동참하여 1990년 9월 27일부터 3일간 제1회 아나바다 장터를 개설하였고 600여명의 시민이 참여하는 호응을 얻어 이후 아나바다 장터를 상설화 하였다.
장터와 소비자상담은 연계하여 장터와 함께 소비자 피해고발을 접수 받고 해결하며 절제와 합리적인 소비생활 교육도 실시하였다. 현재는 카부츠&아나바다의 명칭으로 바자회 사업을 전개하고 있다. 
- 관련 활동 : 바른삶 실천운동

[대표사례-2] 소비자보호단체협의회 울산지부 개소
1987년 1월 19일 울산YWCA는 ‘소비자보호단체협의회 울산지부’를 개소했다. 소비자 의식교육 및 시장조사, 실량검사 등을 통한 소비자 보호를 위해 더욱 활발한 활동을 할 수 있는 계기가 마련되었다. 국산품 애용을 위한 스티커 배포, 모니터 훈련 및 교육을 강화하여 매월 1회 시장조사, 여행사 약관 실태, 공공기관 화장실 실태 검사, 극장매점의 판매가 조사 등 특별조사를 실시하여 소비자 권익 보호에 앞장섰다. 90년부터는 이동 소비자 고발센터를 운영하며 시민과 더욱 가까운 소비자 고발 센터를 운영하였으며, 99년부터는 무료 법률 상담을 시작하여 전문적 지식이 필요한 금융에 대한 상담도 지원했다. 
- 관련 활동
  - 상품실량검사
  - 이동고발센터 운영
  - 일반 의약품 가격 실태조사
  - 석유가격 실태조사 및 간담회
  - 소비자 주간 전시회
  - 소비자의날 기념 캠페인 및 기념식

[이외의 사례]
- 울산경제 살리기 시민논단
- 소비자물가감시단
- 의약분업 불편신고 센터 개설
- 소비자 관련 캠페인 전개 등

###### 2. 환경운동
[대표사례-1] 환경사랑 음식점
2000년부터 환경보호를 위해 음식점의 음식 쓰레기 줄이기 운동을 시작하였다. 모니터단을 구성하여 울산 시내 각 음식점을 중심으로 모니터 활동을 시작하였고, 음식점 업주 교육도 진행하였다. 환경보호운동을 실천하는 음식점을 선정하여 현판을 증정하는 ‘환경사랑 음식점’을 전개하며 지역 내 음식점 대상으로 환경운동을 펼쳤다.
2000년 8월부터 12월까지 울산 지역의 음식문화 실태를 파악하고 바람직한 음식문화를 만들어가기 위해 음식문화개선 운동을 펼쳤다. 주부들을 모집하여 환경벨트 및 부산의 연제구청을 방문하여 쓰레기 분리 및 자동화 시스템을 견학하고, 퇴비를 활용하는 유기농장을 견학하는 등 음식문화 개선에 적극적인 활동을 펼쳤다.
[대표사례-2] 탈핵캠페인
- 관련 활동 : 러시아 핵폐기물 투여 항의 캠페인, 탈핵캠페인, 재생에너지캠페인

[이외의 사례]
- 합성세제 표준량 쓰기 캠페인
- 재활용 쓰레기 분리수거 운동
- 두산전자규탄대회
- 사연댐 식수전환 서명운동
- 쓰레기 종량제 설문조사
- 화장실 청결운동
- 태화강 정화작업 및 태화강 살리기 캠페인
- 환경지기단 ECO-SCHOOL
- 여성환경 생태지도자 양성
- 친환경농축산물 판매장

###### 3. 청소년운동
[대표사례-1] 청소년 어울마당
1991년 청소년의 문화를 선도하고 그들의 끼와 재능을 발휘할 수 있는 청소년 어울마당이 첫 선을 보였다. 지역 내 학교를 방문하여 획일적이고 단편적인 생활에 젖어 있는 청소년들에게 문화의 갈증을 해소해주는 역할을 수행하였다. 1994년부터는 프로그램을 다양화하여 유적지 답사와 역사 추적놀이 등 역사여행과 영상음악 감사회를 진행해 청소년들이 문화 생활을 향유할 수 있도록 하였다.
- 관련활동

- 자전거 하이킹대회
- 팝송콘테스트

   [대표사례-2] 청소년 유해환경 감시단
1998년 11월 사회 전반에 청소년에게 나쁜 영향을 미치는 불건전한 대중문화가 확산되며 청소년 문제와 비행의 원인이 되고 있는 점을 기반하여 울산YWCA는 100여명으로 구성된  ‘청소년 유해환경 감시단’을 발족했다. 본 감시단은 청소년의 건전한 성장을 저해하는 불건전한 대중매체와 불건전한 장소 및 물질로부터 청소년을 보호한다는 목적을 세우고 도덕싱이 회복되는 사회, 청소년 문화가 건전하게 뿌리내리는 건강한 사회가 될 것을 기원하며 활발한 활동을 전개한다.
- 관련 활동

- 청소년 바른 문화 간담회

[이외의 사례]
- 청소년 강좌
- 야간 공부방 개설
- 청(소)년 클럽 운영
- 청소년 만화공모전
- 얘들아 밥먹자
- 청소년 국가 및 지역 교류
- 다문화가정 청소년 사업
- 이주배경 및 중도입국청소년 대상 사업
- 학업중단예방센터

###### 4. 지역사회운동
[대표사례-1] 공명선거 실천캠페인 : 1991년 6월 20일에 실시할 광역의회 의원선거를 앞두고 지역발전과 올바른 지방선거를 위해 공명선거 실천캠페인이 첫 발걸음을 내딛었다. 울산시 단체 기관과의 연합으로 캠페인을 전개하며 부정선거 고발센터도 함께 설치 운영하였다. 불법 타락선거와 탈법 선거 운동 방지를 위해 홍보운동을 전개하였으며 1995년 5월 울산지역 사회단체들이 연대하여 공명선거추진범시민협의회를 결성하였다.
- 관련활동 : 총선 일꾼 바로 뽑기, 정책 관련 간담회, 유권자 열린마당

[대표사례-2] 장애인 합동 결혼식 : 어려운 이들과 함께해온 울산YWCA는 장애인에 대한 프로그램을 전개하였다. 이해와 정책, 시설조사 등을 통해 장애인에 대한 삶의 질을 높이고자 하였으며, 어려움을 겪고 있는 이들과의 교류를 확대해왔다. 2000년 10월 남구청에서 제1회 장애인 무료합동 결혼식을 가졌다. 40대부터 70대까지 8쌍의 부부가 결혼식과 신혼여행을 갈 수 있도록 지원하였다. 
[이외의 사례]
- 성비불균형 해소 운동
- 가정·성폭력 예방 강연회

- 노인 대상 프로그램
- 응급 처치법 강의
- 소외계층 프로그램
- 세계 가정의 해 심포지엄

###### 5. 평화운동
[대표사례-1] 청(소)년 평화기행 : 2014년부터 청소년들의 올바른 역사인식을 통해 한겨례로서의 자부심과 민족정신을 갖게 하는 계기를 마련하고자 평화통일 교육 및 기행 사업을 전개하였다. 안보 상황에 대한 관심 증대와 이해로 청소년들의 안보의식을 강화하여 대한민국의 역사 발자취를 통해 애국심 고취 및 올바른 역사관을 정립하고자 한다. 
[대표사례-2] 북한에 분유보내기 운동 : 대한YWCA는 1996년 7월 북한어린이에게 분유보내기 운동을 시작하였다. 이에 따라 울산YWCA도 1997년 6월부터 운동에 참여하며 그해 11월에 지역 시민단체와 연대하여 북한동포 옷 보내기 운동을 전개하였다. 
- 관련활동

- 복한어린이 지원기금 마련 명사소장품전
- 북한에 분유 보내기 운동

[이외의 사례]
- 북한동포를 위한 국제금식의 날
- 탈북자 초청 간담회
- 새터민 지원 사업
- 북한 이탈 가정과 남한가정 결언
- 북한 이해돕기 워크숍
- 북한 바로 알기 워크숍
- 북한 이탈주민과 함께하는 이야기 및 어울림한마당
- 청(소)년 평화기행

## 지역 내 YWCA 역할
울산YWCA는 지역사회 발전을 위해 시민들과 회원들에게 적극적으로 시 정책을 전달하는 역할을 수행하고 있다.

#### 연대활동
- 울산소비자단체협의회
- 울산청소년단체협의회
- 울산청소년유해환경감시단협의회
- 울산기후위기비상행동

###### 위원회 활동
- 울산광역시

- 청렴사회민관협의회
- 물가대책위원회
- 중소기업사업 조정심의회
- 평생교육협의회
- 저출산극복사회연대
- 적극행정위원회
- 인권위원회
- 도매시장거래분쟁조정위원회
- 공동주택 모범관리단지 선정위원회
- 신문고위원회
- 남북교류협력위원회
- 지역응급의료위원회 등

###### 구.군
- 청소년육성위원회
- 의정비심의위원회
- 건강가정·다문화가족·외국인주민지원협의회
- 물가대책위원회
- 인사위원회
- 아동복지심의위원회 등

###### 교육청
- 시민참여예산위원회
- 강남교육지원청 정보공개심의회
- 강북교육지원청 정보공개심의회

###### 기타
- 학교급식방사성물질 및 유전자변형식품 안전위원회
- 울산지방경찰청 검찰시민위원회
- 울산항만공사 정보공개심의회
- 근로복지공단 국민참여단
- 한국수력원자력 새울원전본부 소통위원회
- 농수산물도매시장관리 운영위원회
- 농수산물종합유통센터 운영위원회
- 울산광역시 상수도본부 상수도요금등심의위원
- 울산정보산업진흥원 기관생명운리위원회
- 울산산학융합원 입주기업심사위원회

## 여성의 사회 진출을 이끌다
울산YWCA는 근로여성의 복지, 소비자 보호, 여성의 법적 지위 문제 등에 사회가 관심을 갖게 하고, 여성들이 사회 진출을 통해 본인의 역할을 해낼 수 있도록 지지하는 단체로서 역할한다.
- 돌봄과 살림: 고령화의 급속화로 돌봄서비스 수요증가와 경제적 풍족함에 따른 살림서비스 요구 증가에 따라 간병, 살림분야에 전문인을 양성하고 관리한다. 돌보미는 돌봄서비스의 최고의 기술과 전문성을 갖추고 돌봄의 가치와 인간 존엄을 바탕으로 서비스를 제공하고 있다. 50대 이상 중장년층을 대상으로 직업 교육 및 취업상담, 파견사업을 지원한다.
  - 제공서비스 : 간병사, 가사도우미 , 아이돌보미

- 여성 직업개발 및 지원 내용 : 울산YWCA가 고령자인재은행, 돌봄과살림을 운영할 수 있었던 기반은 소외계층 직업개발 및 지원 사업의 경험이 바탕이 되었다. 시간제 파출부, 탁아모, 간병인 사업을 별도로 운영하다 1990년대에 들어 인구 고령화와 함께 노령인구의 일거리 제공에 대한 관심이 높아지기 시작하면서 노동부로부터  1993년 고령자인재은행을 지정받았고, 1994년 무료직업안내소를 개소하여 운영하였다.

- 고령자인재은행 : 울산YWCA가 1993년 7월에 인가받아 2023년까지 운영한 고령자인재은행은 기존 취업지원기관을 활용하기 어렵고 취업능력이 상대적으로 낮은 50대 이상 중장년층에게 취업상담, 취업알선, 직업교육프로그램 등을 제공하는 고용지원서비스 기관이다. 
  - 제공서비스 : 살림&밑반찬, 산모&아기&등하원도우미, 건강돌보미 교육
- 무료직업안내소 : 1994년 울산YWCA 회관 내 직업 안정법 제 4733호 노동부 허가 84-1호 이후 94-3호 무료직업안내소를 개소하였다. 모든 근로자가 각자의 능력을 개발하고 발휘할 수 있는 직장에 취직할 수 있는 기회를 제공하고 산업에 필요한 노동력을 지원함으로써 근로자의 직업 안정과 균형 있는 국민 경제의 발전에 이바지함을 목적으로 설정하고 계수 사무원, 대금 수금원, 금전 출납 관련 직종, 가사 및 관련 조작원, 음식 서비스업, 상점 판매원, 근로자. 매점 및 시장 판매원, 선전원, 환경 미화원, 세탁원, 청소원 등의 직종에 인력을 공급하였다.
  - 탁아모 활동사진
  - 간병인 활동사진
  - 양재, 옷수선, 생활한복 교육
  - 도배사 교육
  - 발관리사 교육

## 여성의 여가의 질을 높이다
울산YWCA는 문화의 불모지라는 말이 꼬리표처럼 붙어있던 울산의 80년대를 배경으로 설립된 기관이다. 친교 활동과 체육활동 등 다양한 활동을 통해 여가선용과 취미생활을 살려나가도록 자질 개발을 권장하고 있다. 
울산YWCA여성합창단
울산YWCA과 역사를 함께하는 울산YWCA여성합창단은 1982년 6월 23일에 창단하였다. 본 합창단은 음악적기량 향상, 선교, 봉사활동, 친목을 목적으로 지역사회에서 여성의 역할을 확대하고 생명세상의 밑거름을 만들기 위해 구성되었다. 사랑과 헌신의 정신으로 목소리를 통한 변화를 꿈꾸며 노래의 진심을 전하는 합창단이다.
- 주요연혁

- 1982. 06 | 울산YWCA여성합창단 창단
- 1982~2018 | 정기연주회 (총 8회)
- 1983~현재 | 행복나눔 메세나 공연, 대만 빛 블라디보스톡 등 해외공연. 합창제(KBS 울림, 울산합창페스티벌, 제주국제합창제 등) 참가
- 수상내역

- 1987 | 경남합창제 출전 ‘우수상’
- 2008. 12 | 2008 제야음악회 수상
- 2021. 07 | 고헌 박상진 순국 100주년 창작합창대회 ‘최우수상’
취미 및 여가선용 사업
울산YWCA는 창단과 더불어 다양한 여가클럽을 운영했다. 사진클럽, 기타클럽 등등 여가클럽을 통해 여성들의 사회활동을 적극적으로 지원하고, 여성들의 영역을 확장하기 위한 노력을 전개했다. 
- 홈패션
- 사진클럽
- 주부문예반
- 레크리에이션 연구소
- 부모교육강연회
- 여성시민대학
- 결혼예비학교
- 여성정치아카데미

## 여성운동의 확장성
울산YWCA는 여성 정책 및 여성 문제인식에 대한 사회 전반의 인식을 높이고자 분야별 전문성을 확장할 수 있는 수탁기관을 운영하고 있다.
- 울산광역시 여성회관

1992년 개관한 울산광역시여성회관은 여성의 능력개발과 경제적 향상을 위한 직업능력개발 교육과 평생전문교육 및 복지사업을 운영하고 있다. 해마다 7000여명의 교육생을 배출하는 울산의 전문교육기관이며 여성뿐 아니라 울산 시민이면 누구나 수강이 가능하다. 
2009년부터는 여성가족부와 고용노동부 지정으로 「울산중부여성새로일하기센터」를 운영하고 있으며, 경력단절 여성 외에 새로 노동시장에 진입하는 신규 여성에 대한 취업알선 등 ONE STOP 취업지원서비스와 재직여성에 대한 노동시장 이탈 방지를 위한 경력단절 예방사업을 운영하고 있다.
- 울산성매매피해상담소

2002년 7월 성매매방지운동본부로 시작한 울산성매매피해상담소는  성산업에 종사하는 여성들에 대한 상담과 현장방문상담, 법률 · 의료지원, 관련시설연계 등을 통해 성매매강요와 폭력 등 여성인권유린 상황에 조기개입하고 자활에 필요한 다양한 지원활동을 하고있다.
2023년 12월 울산성착취피해아동·청소년지원센터를 수탁받으며 성착취피해아·동청소년을 조기 발견하고 긴급구조, 상담 및 의료·법률 등 지원을 통한 지지체계를 마련할 수 있도록 지원하고 있다. 또한, 지원을 통해 자립·자활에 대한 역량 강화를 도모하고, 아동·청소년들에게 성매매의 위험성을 알려 지원기관 안내 및 성범죄 피해 예방활동을 전개하여 피해를 줄이기 위해 노력하고 있다.
- 성매매피해여성지원시설 씨밀레

2006년 2월 개소한 본 기관은 성매매피해여성들을 편안하고 안전하게 보호하기 위한 쉼터이다. 쉼터는 무료 숙식을 제공하며, 성매매피해여성들이 탈업소 과정에서 느끼는 불안과 두려움을 해소하기 위해 심리치료 및 상담을 하고 있다. 또한, 성매매와 관련된 의료적인 지원과 선물금에 관한 법률자원을 무료로 하고있으며, 성매매피해여성들이 성공적으로 사회에 복귀할 수 있록 직업훈련이나 교육훈련지원을 하고 있다.
- 울산광역시청소년상담복지센터

1993년 5월에 경남동부청소년상담실로 개소한 울산광역시청소년상담복지센터는 위기청소는 24시간 긴급구조와 일소보호소 운영, 상담과 교육, 자활, 치료 등 위기청소년을 위한 종합적 One-Stop 지원서비스를 제공하는 상담전문기관이다. 청소년의 발전적 성장을 위해 다양한 프로그램은 물론 부모교육을 진행함으로서 청소년을 위한 토탈서비스를 제공한다.

## 울산YWCA의 향후 방향
울산YWCA는 50년, 100년을 향하는 단체이다. 2023년 4월 ‘비전2032’를 발표하며 50년을 향한 발전모델을 구축하였다. 시민단체로서 지역과 함께하며 여성단체로서의 지속가능성을 모색하고 세대간 연결에 대한 고민을 지속하고 있다. 
울산YWCA는 YWCA의 지속가능성을 청(소)년에서 찾는다. 어린이부터 청년까지 지역 내 청(소)년들이 왕성하게 활동했던 1980~2010년대를 뒤로하고 지역 내 청년인구 이탈이 심화되면서 사회발전을 주도적으로 이끌 활동가의 부족으로 이어지고 있다. 
이에 울산YWCA는 청(소)년을 대상으로 한 프로그램 개발과 운영에 집중하며, 청(소)년이 안전하고 권익을 보장 받을 수 있는 사회로 나아갈 수 있도록 노력하고 있다. 또한, 여성단체로서 불평등한 사회 구조를 바꾸고, 여성의 목소리를 통한 사회변화를 이루어내고자 한다.